# 6457 Kremsmünster
6457 Kremsmünster è un asteroide della fascia principale. Scoperto nel 1992, presenta un'orbita caratterizzata da un semiasse maggiore pari a 2,8813280 UA e da un'eccentricità di 0,0712048, inclinata di 2,93912° rispetto all'eclittica.